# 998

## Události
- Gerbert d'Aurillac se stal arcibiskupem ravenským
- opat Odilo zavedl slavení dušiček

## Úmrtí
- 15. července – Abu'l-Wafa, perský astronom a matematik (* 10. června 940)

## Hlavy států
- České knížectví – Boleslav II.
- Papež – Řehoř V. – Jan XVI. Filaghatus (vzdoropapež)
- Svatá říše římská – Ota III.
- Anglické království – Ethelred II.
- Skotské království – Kenneth III.
- Polské knížectví – Boleslav I. Chrabrý
- Francouzské království – Robert II.
- Uherské království – Štěpán I. svatý
- První bulharská říše – Samuel I.
- Byzanc – Basileios II. Bulharobijce